# Прва савезна лига Југославије у хокеју на леду 1963/64.
Прва савезна лига Југославије у хокеју на леду 1963/64. је седамнаесто послератно првенство Југославије. Одиграно је по двоструком лига систему (свако са сваким по две утакмице) уз учешће осам клубова

## Клубови
- Београд
- Јесенице
- Крањска Гора
- Љубљана
- Партизан
- Медвешчак
- Спартак
- Црвена звезда

За победу су се добијала 2, нерешено 1, а пораз 0 бодова.

## Коначни пласман
| Екипа                         | ИГ | Д  | Н | ИЗ | ГД  | ГП  | ГР    | Б  |
| ----------------------------- | -- | -- | - | -- | --- | --- | ----- | -- |
| 1. Јесенице, Јесенице         | 14 | 14 | 0 | 0  | 161 | 15  | + 146 | 28 |
| 2. Партизан, Београд          | 14 | 9  | 0 | 5  | 48  | 53  | -5    | 18 |
| 3. Медвешчак, Загреб          | 14 | 8  | 1 | 5  | 64  | 49  | +15   | 17 |
| 4. Београд, Београд, Београд  | 14 | 8  | 0 | 6  | 61  | 69  | -8    | 16 |
| 5. Крањска Гора, Крањска Гора | 14 | 6  | 1 | 7  | 61  | 62  | -1    | 13 |
| 6. Љубљана, Љубљана           | 14 | 5  | 1 | 8  | 41  | 61  | -20   | 11 |
| 7. Црвена звезда, Београд     | 14 | 4  | 1 | 9  | 36  | 69  | -33   | 9  |
| 8. Спартак, Суботица          | 14 | 0  | 0 | 14 | 29  | 125 | -96   | 0  |

ИГ = одиграо, Д = победио, Н = нешерио, ИЗ = изгубио, ГД = голова дао, ГП = голова примио, ГР = гол-разлика, Б = бодова
| Првак Прве савезна лиге Југославије у хокеју на леду 1963/64. |
| ------------------------------------------------------------- |
| ХК Јесенице 8. Титула                                         |